# TUGSAT-1
TUGSAT-1, conosciuto anche come BRITE-Austria o CanX 3B, è un satellite destinato all'astronomia ottica. Insieme a UniBRITE-1, lanciato contemporaneamente, è il primo satellite dell'Austria.
Il satellite, del tipo CubeSat, è stato realizzato dall'Università tecnica di Graz insieme all'Institute for Aerospace Studies dell'Università di Toronto, con la  collaborazione dell'Istituto di astronomia dell’Università di Vienna. Il lancio è stato effettuato il 25 febbraio 2013 dal Centro spaziale Satish Dhawan con un razzo vettore PSLV.
Il satellite ha a bordo un telescopio per l'effettuazione di osservazioni fotometriche di alcune delle stelle più brillanti, allo scopo di determinare eventuali variazioni di luminosità delle stesse.